# Huerta de Rey
Huerta de Rey – gmina w Hiszpanii, w prowincji Burgos, w Kastylii i León, o powierzchni 97,81 km². W 2011 roku gmina liczyła 1064 mieszkańców.